# 23814 Bethanylynne
23814 Bethanylynne là một tiểu hành tinh vành đai chính với chu kỳ quỹ đạo là 1694.0928535 ngày (4.64 năm).
Nó được phát hiện ngày 17 tháng 8 năm 1998.